# Pușkine, Ripkî
Pușkine (în ucraineană Пушкіне) este un sat în comuna Velîkîi Zliiv din raionul Ripkî, regiunea Cernihiv, Ucraina.

## Demografie
Componența lingvistică a localității Pușkine
     Ucraineană (100%)
Conform recensământului din 2001, toată populația localității Pușkine era vorbitoare de ucraineană (100%).